# 长安街道 (牡丹江市)
长安街道，是中华人民共和国黑龙江省牡丹江市东安区下辖的一个乡镇级行政单位。

## 行政区划
长安街道下辖以下地区：
绿苑社区、清福社区、福民社区、幸福社区和平安社区。